# Medicago rotata
Medicago rotata es una especie anual, no trepadora del género Medicago. Se la halla a través del oriente del mar  Mediterráneo, desde Turquía a Israel. Forma una relación simbiótica con la bacteria Sinorhizobium medicae, el cual es capaz de fijación de nitrógeno.

## Galería

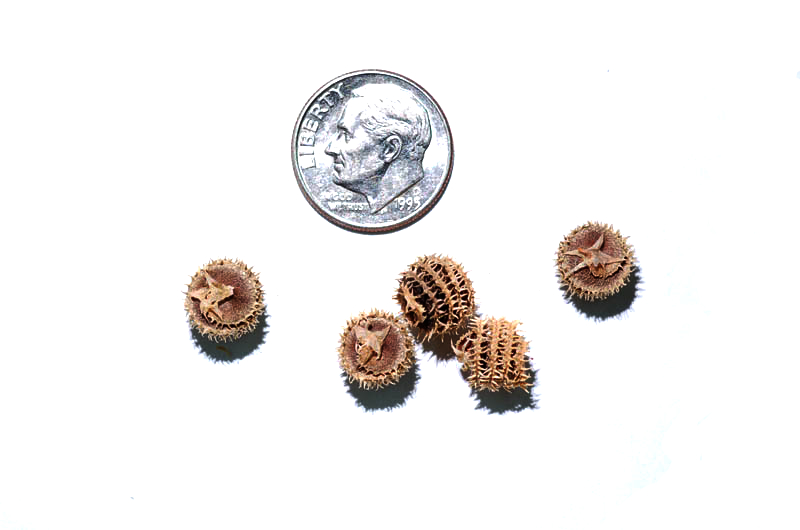
Vainas.
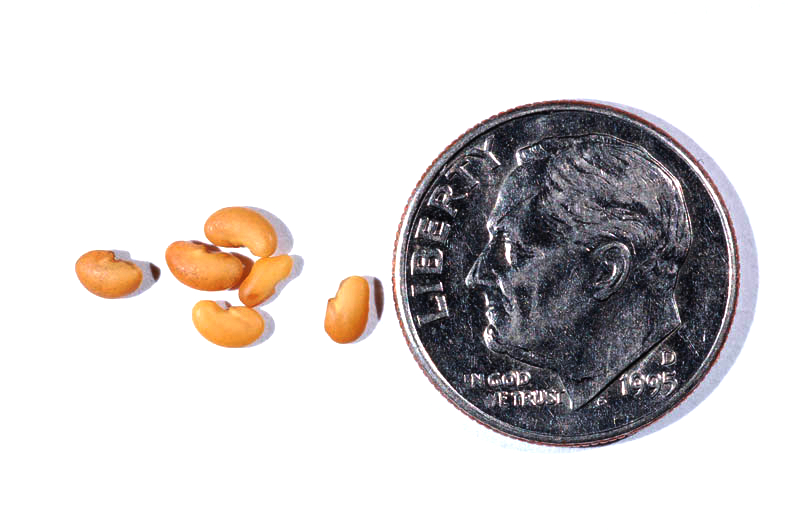
Semillas.